# Samuel Barron (1809–1888)
Samuel Barron (1809–1888) – amerykański wojskowy i oficer marynarki wojennej (najpierw Stanów Zjednoczonych, później Stanów Skonfederowanych). Działał jako reprezentant Konfederacji w Europie.

## Życiorys
Urodził się w rodzinie o tradycjach wojskowych; został wprowadzony w szeregi marynarki już wieku dwóch lat, przez swojego ojca, komodora Samuela Barrona, dowódcę bazy okrętów w Hampton.
W 1820 roku rozpoczął służbę w stopniu midszypmena, a 3 marca 1827 awansował na porucznika. Podczas wojny amerykańsko-meksykańskiej awansował na kapitana.
Po secesji południowych stanów wstąpił w szeregi marynarki wojennej Konfederatów; w 1861 roku został schwytany i uwięziony.
Po wojnie zamieszkał na farmie w Hampton, gdzie pozostał aż do śmierci w 1888.